# Robert Alexander Hillingford
Robert Alexander Hillingford   (Londres, 28 de gener de 1828 - Londres, 1904) va ser un pintor anglès. Es va especialitzar en imatges històriques, sovint escenes de batalla.

## Biografia
Va néixer a Londres el 28 de gener de 1828 i va estudiar a la Kunstakademie Düsseldorf durant cinc anys a partir de 1841. Està associat a l'escola de pintura de Düsseldorf. Després va viatjar a Múnic, Roma, Florència i Nàpols, on es va casar i va treballar durant diversos anys, realitzant quadres de la vida italiana. Un quadre d'aquest període titulat L'últim vespre del carnaval es va exposar a Sant Petersburg el 1859. Va tornar a Londres el 1864, i va exposar per primera vegada a la Royal Academy el 1866; va ser en aquesta època quan va començar a treballar sobre temes històrics, especialment de les guerres napoleòniques. Va ser un expositor habitual a la Royal Academy, British Institution i altres galeries. Tot i que se sentia atret per peces de vestuari com Un incident en la vida primerenca de Lluís XIV i Durant les errades de Charles Edward Stuart, també va pintar algunes escenes militars contemporànies, inclosa la seva pintura de RA de 1901 Sud-àfrica, 1901 - L'alba de la pau.

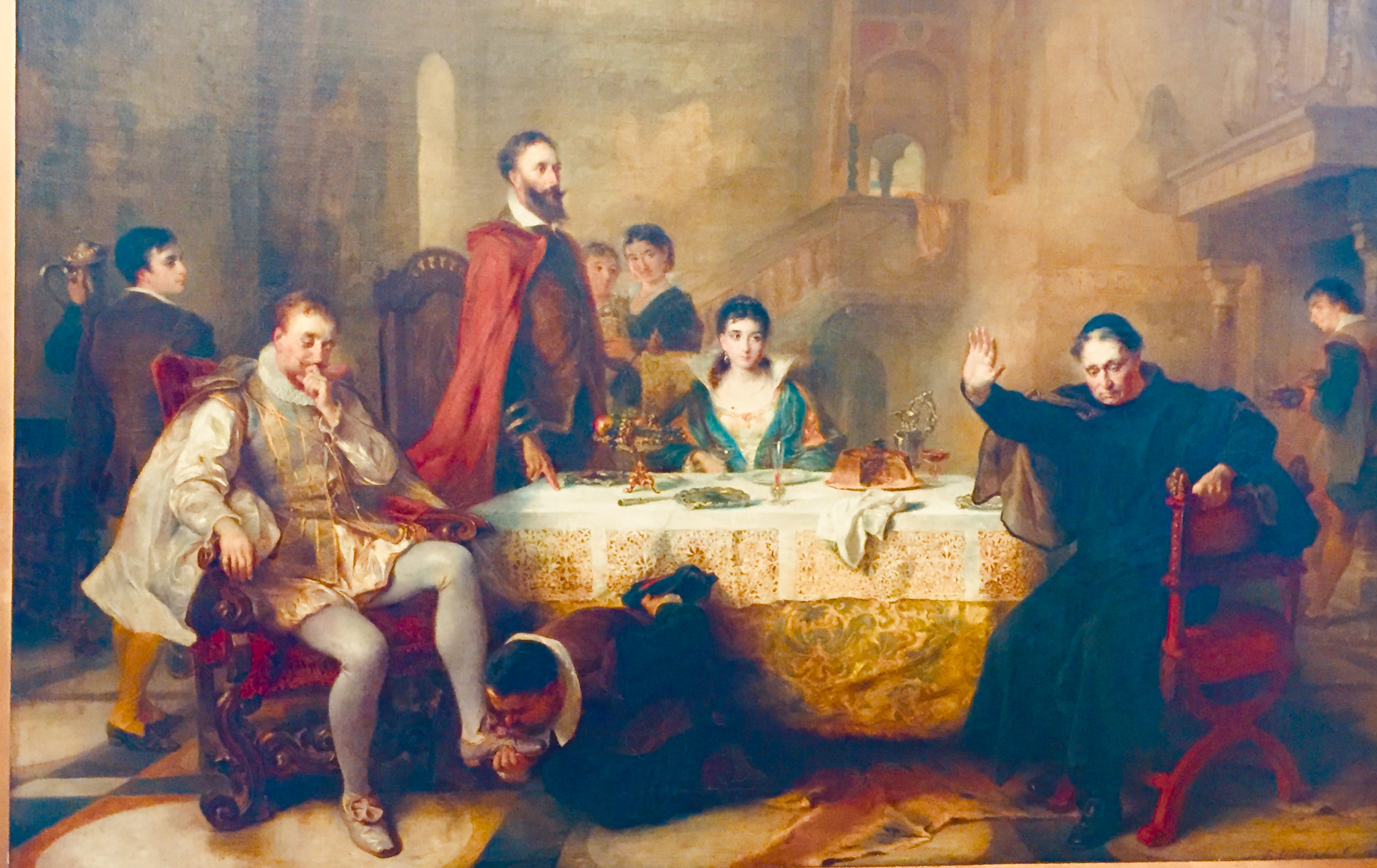
Un incident de la història del Quixot escrita per Cervantes

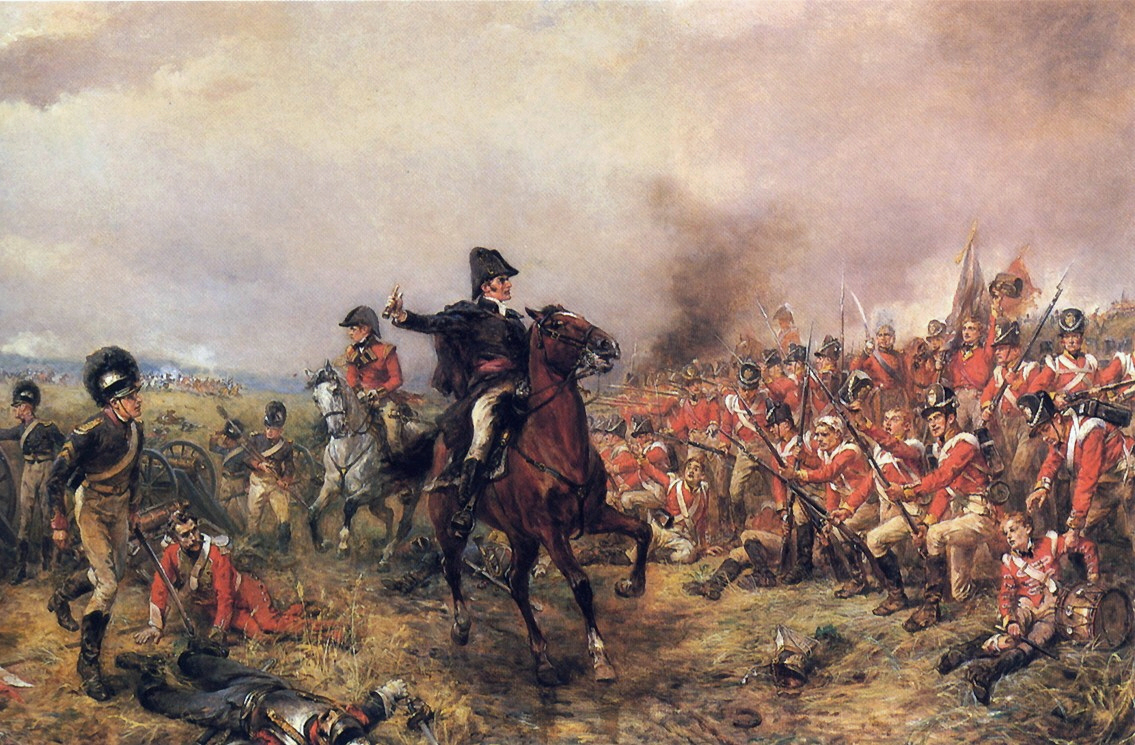
Wellington a Waterloo

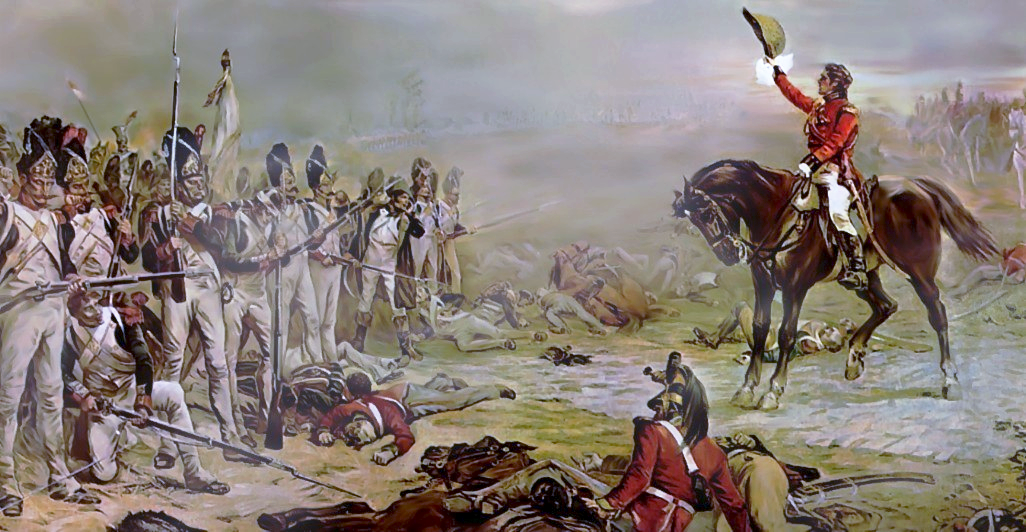
Lord Hill convida les últimes restes de la Guàrdia Imperial francesa a rendir-se

## Pintures
- El ball de la duquessa de Richmond (1870 – Goodwood House)[2]
- Un incident en la història del Quixot de Cervantes (1879)
- Encara encara un rei (1888 - Kelvingrove Art Gallery and Museum)
- Hurry up the Guns: Wellington expulsant els francesos d'Espanya i cap a França (Queen's Royal Lancers)
- La fugida de Josep Bonaparte, rei d'Espanya amb tropes britàniques carregant (Queen's Royal Lancers)
- Rendición: La captura del general Lefebre Desnouettes al Gual de l'Elsa a Benavente, 1809, pel Pte. Luke Guisdall, 10è hússars (Hússars Reials)
- El duc de Marlborough salva el dia a Ramillies (Queen's Royal Lancers)
- Ramillies, 23 de maig de 1706: captura dels estendards i els timbals pel Queen's Regiment of Horse (Guàrdies reials de dragons)
- La defensa de Hougoumont
- Després de Waterloo: l'exèrcit anglès s'atura sobre el que havia estat la posició francesa... (1889 - Institut de directors)
- El perill de Napoleó a Brienne-le-Chateau (1891)
- El matí de Waterloo (1896)

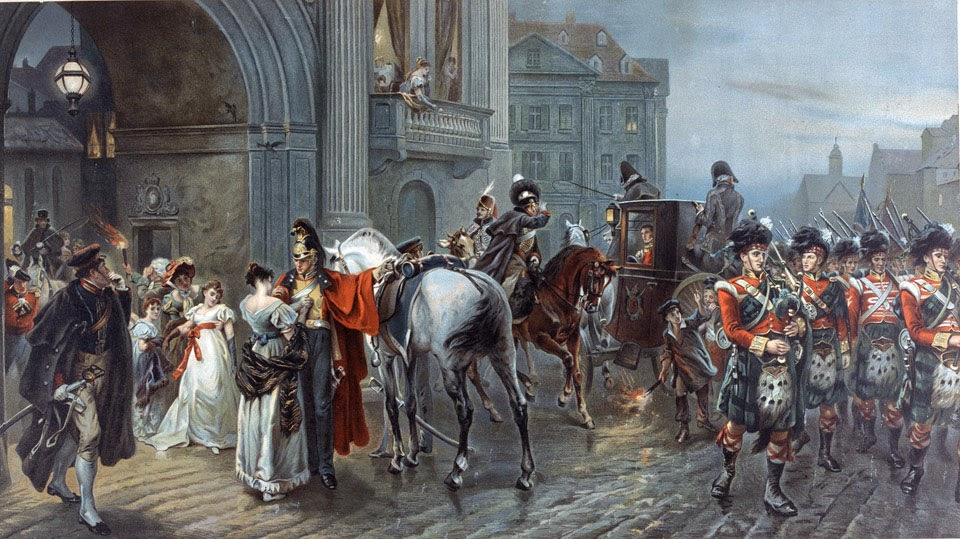
Convocat a Waterloo: representa uns festers sortint del ball de la duquessa de Richmond mentre els soldats marxen de Brussel·les a la guerra

- Convocat a Waterloo: Brussel·les, alba del 16 de juny de 1815 (1898)
- Batalla de Balaclava, càrrec de la Brigada Lleugera (1899)
- Sebastopol: l'atac al Redan (1899)
- Mort de Sir Richard Granville, capità de la Venjança, a bord del vaixell insígnia espanyol San Pablo després de la batalla de Flores (1899 – Victoria Art Gallery, Bath)
- Càrrec de la Brigada Lleugera (1899)
- Els grisos escocesos entre els canons francesos a Waterloo (1899 - Royal Scots Dragons Guards)
- Un moment crític a Quatre Bras (1900)
- La fugida dels francesos per la ciutat de Vitòria: Guerra del Francès (1900)
- Sud-àfrica, 1901: L'alba de la pau. (1901)
- Jordi II a la batalla de Dettingen (1902)